# Doris Kiesow
Dorothea Charlotte Gertrud «Doris» Kiesow (Colonia, 11 de diciembre de 1902-Múnich, 1973) fue una actriz de teatro y cine alemana.
Casada con el actor y director Paul Verhoeven fue madre de Monika Verhoeven, Lis Verhoeven y  Michael Verhoeven, director de cine que la dirigió en "La casa en Montevideo" en 1963.
Sus últimos trabajos fueron "Der Zug der Zeit" de 1968.
Abuela de los actores Stella Adorf, Luca y Simon Verhoeven.